# Aline Asmar d'Amman
Aline Asmar d'Amman, née le 8 février 1975 à Hazmieh (près de Beyrouth, Liban), est une architecte et designeuse d'intérieur libanaise.

## Biographie
Elle sort major de promotion de l'Académie libanaise des Beaux-Arts où a étudié l'architecture. Elle a grandi en temps de guerre, entre phases de démolition et de reconstruction. Entre 1999 et 2004, elle travaille pour l’architecte et designer français Jean-Michel Wilmotte, période durant laquelle elle travaille notamment sur la rénovation du musée Sursock
Elle ouvre en 2011 son agence d'architecture, située à la fois à Paris et à Hazmieh (près de Beyrouth), qui emploie une dizaine de salariés.
Son agence réalise des chantiers pour des particuliers et pour l'hôtellerie de luxe.
Elle construit le décor du restaurant Jules-Verne de la tour Eiffel lors de sa rénovation, et prend la direction artistique du design de l'hôtel de Crillon en 2013. Elle est invitée d'honneur et présidente du jury de la Design Parade Toulon de juin 2023.

## Vie privée
Aline Asmar d'Amman a deux enfants. Son père est industriel dans le secteur de l’aluminium.

## Prix et distinctions
Elle remporte un prix du Ministère de la Culture et de l'Ordre des Architectes et des Ingénieurs de Beyrouth en 1998, en travaillant sur un centre de méditation et de rencontres de toutes les religions à Aqfa.